# アメリカ合衆国による外国への介入
この記事ではアメリカ合衆国の他国への介入について記す。アメリカ合衆国(以下、アメリカ)は歴史上数多くの対外介入を実施しており、広義の軍事介入の定義においては建国の1776年から2023年の間で約400回実施したとされている。そのうち50％は1950年まで、25％以上はポスト冷戦期までに実施されたとされている。介入の目的には経済、領土・領海といった主権領域、社会的防衛、体制転換、アメリカ国民およびその外交官の保護、政策変更を迫る物、帝国主義、親米体制の樹立支援が含まれる。
アメリカの外交方針に関して、介入主義と孤立主義の２つの主要な考えがある。介入主義は他国への軍事・外交・経済介入を推し進める立場であり、孤立主義は反対にそれらを否定する立場である。
19世紀には、アメリカの介入主義の萌芽が現れた。欧州の南北アメリカ大陸における植民地主義に抵抗するモンロー主義を掲げながら、経済的利益を狙い太平洋諸国やスペイン領であったラテンアメリカ諸国を標的とした。20世紀には第一次世界大戦および第二次世界大戦に参加し、大日本帝国、ドイツ帝国およびナチス政権下のドイツとその同盟国と戦った。第二次世界大戦後にはソ連など共産圏諸国への封じ込め政策など、共産主義の拡散阻止を目的とした政策を行った。続く冷戦においてはトルーマン、アイゼンハワー、ケネディ、カーター、レーガンらがソ連に対する諜報活動、体制転換、代理戦争や情報機関による秘密工作を含む活動を指揮した。
1991年のソ連崩壊後は、アメリカが世界の軍隊としてアフリカ、東欧、中東にて介入を続けた。アメリカ同時多発テロ事件後にはブッシュ政権が"対テロ戦争"を掲げ、アルカイダやISILをはじめとする複数の原理主義組織に対し世界的な反テロ作戦を展開した。この作戦にはアメリカの同盟国のうち、イギリスが特に貢献した。またブッシュ・ドクトリンによる予防戦争の考えは2003年のイラク戦争開戦に繋がり、イギリス・フランスなどの同盟国との外国国内防衛(Foreign internal defence)を通じたアフリカ・アジアにおける軍事的プレゼンスを高めることを目的とした軍備拡張へ発展した。オバマ政権における東アジア基軸戦略は、中東における対反乱・対クーデターの活動から高まる東アジアへの関与まで、アメリカの地政学的努力の焦点を当てなおす物であった。オバマ政権のこの戦略は中国の勢力増加に対応する政策の一部だとされている。
また、アメリカ海軍はバーバリ戦争から近年のソマリア沖の海賊まで、外国領土における海賊への対処を行っている。